# بلیک مسترز

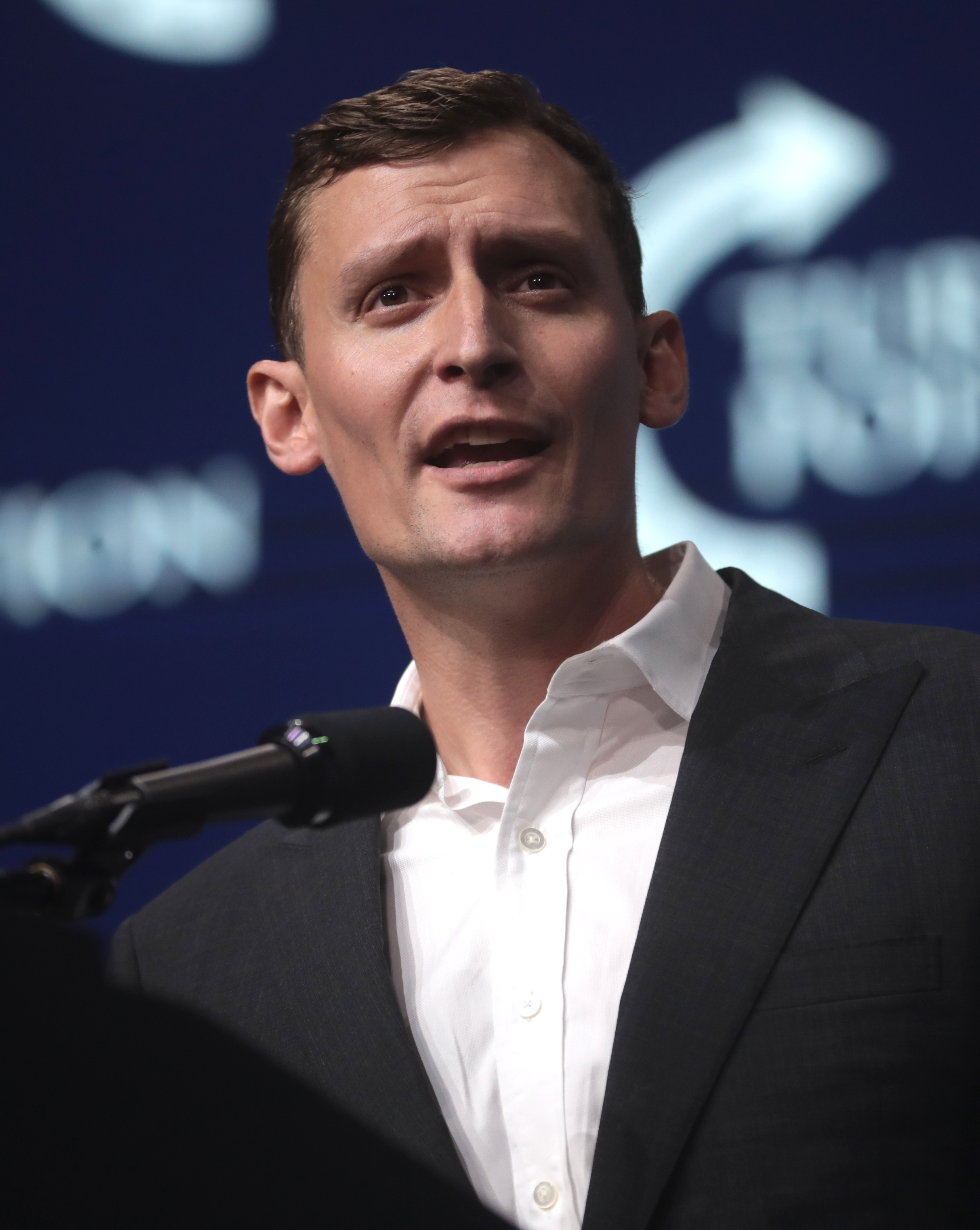
بلیک گیتس مسترز - ۲۰۲۱

بلیک گیتس مسترز (زادهٔ ۵ اوت ۱۹۸۶) سرمایه‌گذار خطرپذیر و نویسنده آمریکایی و رئیس بنیاد تیل است. مسترز در سال ۲۰۱۴ با پیتر تیل، کتاب صفر تا یک: یادداشت‌هایی دربارهٔ استارتاپ‌ها یا چگونه آینده را بسازیم،  را بر اساس یادداشت‌هایی که مسترز در مدرسه حقوق استنفورد در سال ۲۰۱۲ برداشته بود، نوشت. او نامزد انتخابات سنای ایالات متحده در سال ۲۰۲۲ در آریزونا است. او در طول مبارزات انتخاباتی خود با دونالد ترامپ و دیگر چهره‌های جنبش «اول آمریکا» همسو بوده‌است.
در ۲۰۲۰ بر اساس نگرش‌های خود انتقادی نسبت به اقتصاد کلان آمریکا مطرح کرد.

## اوایل زندگی
مسترز در سال ۱۹۸۶ در دنور، کلرادو به دنیا آمد و پس از نقل مکان خانواده اش در سن ۴ سالگی، در توسان، آریزونا بزرگ شد.

## حرفه
پس از اخذ مدرک کارشناسی در رشته علوم سیاسی در استنفورد، کارشناسی ارشد به مدت یک سال در مدرسه حقوق دانشگاه دوک تحصیل کرد. مسترز پیش از انتقال به مدرسه حقوق استنفورد به مدت چهار ماه در سال ۲۰۱۰ برای یک وکیل در ایالات متحده منصوب شد. در ژانویه ۲۰۱۱ او پیتر تیل را در استنفورد ملاقات کرد. آنها یک سال بعد با یکدیگر ایمیل رد و بدل کردند و تیل از مسترز دعوت کرد تا در کلاسی شرکت کند که او قرار بود در بهار ۲۰۱۲ تدریس کند. مسترز یادداشت‌های مفصلی از سخنرانی‌های تیل را به وبلاگی که در جامعه فناوری محبوب شد، ارسال می‌کردند. بازنویسی یادداشت‌های مسترز مجدداً به صورت آنلاین منتشر شد و مسترز را بر آن داشت تا با تیل در ارتباط باشند تا آنها را در یک کتاب جمع‌آوری کنند. صفر تا یک در سپتامبر ۲۰۱۴ منتشر شد و نقدهای گرمی را از آتلانتیک و پابلیشرز ویکلی دریافت کرد. به گزارش پولیتیکو، این کتاب «جهانی شدن را به عنوان دشمن نوآوری» به تصویر می‌کشد. مسترز در سال ۲۰۱۴ در فهرست ۳۰ نفر زیر ۳۰ سال فوربزقرار گرفت.
مسترز توسط تیل، از میان سایر کارمندانش، برای کمک به انتقال ریاست جمهوری دونالد ترامپ در نوامبر ۲۰۱۶ انتخاب شد. در اکتبر ۲۰۱۹، مسترز تلویحاً بیان کرد در انتخابات مقدماتی علیه مارتا مک‌سلی، سناتور جمهوری‌خواه ایالات متحده رقابت خواهد کرد و با استناد انتخابات سنای ایالات متحده در سال ۲۰۱۸ در آریزونا که به اعتقاد مسترز رقابتی قابل بردن برای جمهوریخواهان بود ابراز نگرانی کرد که مک‌سلی نامزد خوبی نیست. در ژانویه ۲۰۲۰، مسترز گفت که نامزد نخواهد شد.

### انتخابات سنا ۲۰۲۲
در آوریل ۲۰۲۱، مسترز به عنوان یک نامزد بالقوه برای سنای ایالات متحده در سال ۲۰۲۲ ظاهر شد و ۱۰ میلیون دلار از پیتر تیل در آستانه یک تلاش برای به چالش کشیدن مارک کلی، سناتور دموکرات فعلی، دریافت کرد.
مسترز رسماً در ۱۲ ژوئیه ۲۰۲۱ وارد رقابت شد. مسترز با تبلیغ خود به عنوان یک " محافظه کار اول آمریکا، پلت فرم مخالفت با ویزای H-1B و انتقاد از انحصارهای بیگ تک را اعلام کرد. مسترز از ممیزی رأی در شهرستان ماریکوپا حمایت کرد. او صداقت انتخابات را "مسئله اصلی" کمپین خود خواند و افزود که در حالی که جو بایدن از سوی کنگره به عنوان رییس جمهور تایید شده بود، "واقعاً دشوار بتوان " برنده انتخابات ریاست جمهوری ۲۰۲۰ آمریکا را شناخت. چند ماه بعد، مسترز اظهار داشت که شخصاً در تبلیغات کمپین انتخاباتی خود فکر می‌کند «ترامپ در سال ۲۰۲۰ پیروز شد» و اندکی پس از آن در جمع‌آوری کمک‌های مالی با رئیس‌جمهور سابق در مار-ئه-لاگو ظاهر شد.
مسترز ان اف تی (توکن‌های غیرقابل معاوضه) را برای جمع‌آوری کمک مالی برای کمپین خود صادر کرد و اعلام کرد که اولین ۹۹ اهداکننده که بیش از ۵۸۰۰ دلار به کمپین او کمک می‌کنند، یک نسخه محدود NFT را دریافت می‌کنند که امکان دسترسی به یک سرور چت خصوصی و خدمات زنده را می‌دهد و همچنین نسخه ای از کتاب او با امضای مسترز و تیل را دریافت می‌کنند. در ۳۶ ساعت اول، مسترز ۵۷۵۰۰۰ دلار برای کمپین خود تنها از فروش NFT جمع‌آوری کرده بود.

## زندگی شخصی
مسترز متأهل و دارای سه پسر است.